# Jorg Lutcke
Jorg Lutcke (Stuttgart, 12 de diciembre de 1975) es un exjugador de baloncesto alemán. Con 2,00 m de estatura, jugaba en la posición de alero.

## Equipos
- 1995-2003 ALBA Berlín
- 2003-2005 Köln 99ers